# Cuphea aspera
Cuphea aspera là một loài thực vật có hoa trong họ Lythraceae. Loài này được Chapm. mô tả khoa học đầu tiên năm 1860.